# Damián Alcázar
Jorge Damián Alcázar Castello (Jiquilpan, 8 januari 1953) is een Mexicaanse acteur en politicus (Morena). Hij is buiten Mexico vooral bekend van rollen als de Colombiaanse drugsbaron Gilberto Rodríguez Orejuela in de Netflix-serie Narcos en Lord Sopespian in de fantasiefilm The Chronicles of Narnia: Prince Caspian. Van 2016 tot 2017 was hij lid van de grondwetgevende vergadering van Mexico-Stad.

## Filmografie

### Films
Uitgezonderd korte films.
- 1985: El centro del laberinto
- 1987: Pasa en las mejores familias
- 1989: Romero
- 1989: La ciudad al desnudo
- 1990: Las buenas costumbres
- 1991: La leyenda de una máscara
- 1991: Bandidos
- 1991: La mujer del puerto
- 1991: El patrullero
- 1991: Diplomatic Immunity
- 1993: Abuelita de Bakman
- 1993: Lolo
- 1994: Ámbar
- 1995: Dos crímenes
- 1995: Algunas nubes
- 1995: En el aire
- 1996: Tres minutos en la oscuridad
- 1996: El anzuelo
- 1996: Katuwira
- 1996: Overkill
- 1997: Men with Guns
- 1998: Bajo California: El límite del tiempo
- 1999: Ave María
- 1999: La ley de Herodes
- 1999: Sofía
- 2000: Sexo por compasión
- 2000: Crónica de un desayuno
- 2001: Pachito Rex - Me voy pero no del todo
- 2001: La habitación azul
- 2002: El crimen del padre Amaro
- 2004: Crónicas
- 2004: Héctor
- 2005: Borderland: Al otro lado de la frontera
- 2005: Sólo Dios sabe
- 2005: Las vueltas del citrillo
- 2005: Un mundo maravilloso
- 2006: El camino del diablo
- 2006: Fuera del cielo
- 2007: Satanás
- 2007: Borderland
- 2007: ¡Pega Martín pega!
- 2008: El viaje de Teo
- 2008: The Chronicles of Narnia: Prince Caspian
- 2009: Marea de arena
- 2009: Bala Mordida
- 2009: Don't Let Me Drown
- 2009: Del amor y otros demonios
- 2009: Corto libre
- 2010: De la infancia
- 2010: Chicogrande
- 2010: García
- 2010: El infierno
- 2010: El último comandante
- 2012: Fecha de caducidad
- 2012: Hermano lejano
- 2013: Ciudadano Buelna
- 2013: Olvidados
- 2013: Fecha de caducidad
- 2014: Magallanes
- 2014: La dictadura perfecta
- 2014: Eddie Reynolds y Los Ángeles de Acero
- 2015: La delgada línea amarilla
- 2015: Mangoré, por amor al arte
- 2015: Las Aparicio
- 2015: La sargento Matacho
- 2016: El Hotel
- 2017: Ana y Bruno
- 2018: Rubirosa
- 2019: El complot mongol
- 2019: Miss Bala
- 2019: Mosh
- 2021: El rey de todo el mundo
- 2022: El Poderoso Victoria
- 2023: ¡Que viva México!
- 2023: Blue Beetle

### Televisieseries
Uitgezonderd eenmalige gastrollen, tenzij anders vermeld.
- 1986: El camino secreto
- 2000-2001: Todo por amor
- 2003-2004: El alma herida
- 2009-2012: Kdabra
- 2010: Las Aparicio
- 2011: El encanto del águila
- 2012: Lynch
- 2012: Capadocia
- 2013: La vida de una diva
- 2014: Metástasis
- 2014-2017: Señora Acero
- 2015: El Dandy
- 2016-2017: 2091
- 2016-2017: Narcos
- 2017-2018: Sin senos sí hay paraíso
- 2018: José José, el príncipe de la canción
- 2018: Rubirosa
- 2019: Tijuana
- 2019: Preso No. 1
- 2021: It Was Not My Fault: Mexico
- 2021: Asesino del olvido
- 2021: Narcos: Mexico (herneemt eenmalig zijn rol van Narcos)
- 2021-2022: Acapulco
- 2023: Dudes